# Szepsi Csombor Márton
Szepsi Csombor Márton (Czombor Márton) (Szepsi, 1595 – 1622 előtt) református lelkész, az első magyar nyelvű európai útleírás szerzője.

## Élete
1607-től Késmárkon tanult, 1611-től beutazta Erdélyt, és két évig Nagybányán tanult. Miután egy évet még a gönci iskolában töltött, egy ideig telkibányai tanító volt. 1616. május 15-én, 22 évesen külföldre indult, és többnyire gyalog vándorolt „sárga csizmában, verőfényes gránát posztóból csinált palástban," és bejárta Lengyelországot, Csehországot, Sziléziát. Dancikában a gimnáziumi alumnusok (tanulók) közé iratkozott be. 1617. január 21-én hagyta el Dancikát és Porosz Királyságba ment, onnan Dánia felé vitorlázott, majd május elején Svájcba indult, de Angliában kötött ki. Londonban meglátogatta az iskolákat és Canterburyben is volt. 1618-ban Provence-ban, Franciaországban és Párizsban is megfordult. Onnan Németországba ment és 1618. június 19-én a strassburgi egyetem tagja lett, ahonnan Heidelbergen, Nürnbergen és Krakkón át visszatért Magyarországra, és 1620-ban kassai iskolaigazgató, majd 1621-ben Varannón lett lelkész és bedegi Nyáry István Zemplén megyei főúr szolgálatába állt. Két évre rá, egy pestisjárvány során hunyt el.

## Művei
- Evropica Varietas, avagy Szepsi Czombor Mártonnak Lengyel, Mazur, Pruz, Dania, Frísia… Britanniai, Tengeren való bujdosásában látott, hallot külömb külömb fele dolgoknak rövid le irása… Kassa, 1620 (hasonmásban 1943, 2010)
- Vdvari Schola… Bártfa, 1623 (Bedegi Nyáry Ferenc, Nyáry István fia számára írta; Nyári Ferenc és a szerző halála után nyomtatták ki)
- Szepsi Csombor Márton összes művei; sajtó alá rend., bev., ford. Kovács Sándor Iván, Kulcsár Péter; Akadémiai, Bp., 1968 (Régi magyar prózai emlékek)
- Europica varietas; szöveggond., jegyz. Kulcsár Péter, előszó Kovács Sándor Iván írta, latin versford. Weöres Sándor; Szépirodalmi, Bp., 1979
- Europica varietas. Szepsi Csombor Mártonnak rövid leírása; szöveggond., jegyz. Kulcsár Péter, utószó Dienes Dénes, latin versford. Weöres Sándor; Lilium Aurum, Dunaszerdahely, 2003
- Europica varietas, avagy Szepsi Czombor Martonnak Lengyel, Mazur, Pruz, Dania, Frizia, Hollandia, Zelandia, Anglia, Gallia, Német és Cheh országon, viszontag az prussiai, pomeraniai, sveciai, norvegiai, frisiai, zelandiai, britanniai tengeren valo budosasaban látot, hallot külömb külömb fele dolgoknak rövid le irasa; hasonmás kiad.; Kossuth, Bp., 2010 (Értékőrző könyvtár)

Kéziratban maradt műve: Utazása 1620. 4-rét 167 lap és ezt kiegészítő másolatok. Egy helyen írja: „Provansban” találkozott egy kobzossal, aki énekelt a hun harcosok keserves állapotjáról, tudniillik a helybeliek mutogatják idegeneknek a környékbeli (hun)halmokat (temetkezési helyeket).